# Рис, Тереза Фёдоровна
Тереза Фёдоровна Рис (нем. Teresa Feoderovna Ries; 1874―1950). Австрийская художница и скульптор российско-еврейского происхождения.

## Жизнь и творчество
Тереза Рис родилась в России в еврейской семье. Училась в Московском училище живописи, ваяния и зодчества. Была исключена оттуда за проявление неуважения к профессору. Переехала в Вену в возрасте 21 года, тогда же в Венском доме искусств была показана её работа под названием Ведьма ― скульптура обнажённой женщины, обрезающей свои ногти. Она привлекла внимание кайзера Франца Иосифа I и вскоре стала известной во всей столице. На той же выставке присутствовал Густав Климт, активный член Венского сецессиона, который затем пригласил её на выставку вместе с ними. Сама Рис пыталась уговорить Эдмунда фон Хельмера стать её наставником; сначала он отказался, сказав, что «учить женщин бессмысленно, ибо в конце концов они выходят замуж». Однако затем он согласился помочь ей выставить свою работу и получить комиссионные.
В 1900 году работы Рис были выставлены на Всемирной выставке в Париже, а в 1911 году ― в Турине, причём приглашали её как и представители России, так и Австрии. Вместе с Бертой фон Тарночи, Евгенией Брайтхут-Мунк, Марианной фон Эшенбург, Мари Эгнер, Зузаной Гранич, Мари Мюллер и Ольгой Визингер-Флориан Рис входила в группу Восьми венских художниц.
Тереза Рис работала с камнем, мрамором, гипсом и бронзой. Среди прочих её работ самым известным является бюст Марка Твена, который она выполнила во время пребывания писателя в Вене.
По словам искусствоведа Карла Крауса, «её выставки получили очень широкую огласку». Рис была автором мемуаров, опубликованных под названием «Язык камня» в 1928 году. В 1938 году она была выселена из своей галереи и студии по указу нацистских властей. Она продолжала работать в Вене до 1942 года, а затем переехала в город Лугано, Швейцария.

## Личная жизнь
Тереза Рис вышла замуж, потеряла ребёнка и развелась ещё в юношеском возрасте в Москве.